# Балинцы (Молдова)
Балинцы также Балинць (рум. Balinţi) — село в Сорокском районе Молдавии. Наряду с сёлами Ярово и Новые Балинцы входит в состав коммуны Ярово.

## География
Село расположено на правом берегу реки Днестр на высоте 81 метр над уровнем моря. Находится на границе с Украиной. 

## Население
По данным переписи населения 2004 года, в селе Балинць проживает 345 человек (166 мужчин, 179 женщин).
Этнический состав села:
| Национальность | Число жителей | Процентный состав |
| -------------- | ------------- | ----------------- |
| молдаване      | 270           | 78,26             |
| украинцы       | 68            | 19,71             |
| русские        | 6             | 1,74              |
| прочие         | 1             | 0,29              |
| Всего          | 345           | 100 %             |